# Mistrzostwa Azji w Lekkoatletyce 1987
7. Mistrzostwa Azji w lekkoatletyce – zawody lekkoatletyczne rozegrane w 1987 roku w Singapurze.

## Rezultaty

### Mężczyźni
| Konkurencja                   | Złoto                 | Złoto     | Srebro                | Srebro    | Brąz             | Brąz      |
| Bieg na 100 m                 | Talal Mansur          | 10.41     | Cheng Hsin-fu         | 10.56     | Li Tao           | 10.57     |
| Bieg na 200 m                 | Talal Mansur          | 20.71     | Li Feng               | 21.12     | Cheng Hsin-fu    | 21.21     |
| Bieg na 400 m                 | Mohammed Al-Malki     | 45.77     | Mohamed Nordin Jadi   | 47.05     | Yoshito Toshida  | 47.32     |
| Bieg na 800 m                 | Ismail Yousef         | 1:47.81   | Ryu Tae-kyung         | 1:48.00   | Ramasamy Haridas | 1:48.27   |
| Bieg na 1500 m                | Duan Xiuquan          | 3:45.11   | Shigeki Nakayama      | 3:45.41   | Yutaka Hoshino   | 3:45.76   |
| Bieg na 5000 m                | Ahmed Ibrahim Warsama | 14:09.29  | Yoshiaki Iwasa        | 14:10.91  | Cai Shangyan     | 14:11.30  |
| Bieg na 10 000 m              | Cai Shangyan          | 29:47.85  | Ahmed Ibrahim Warsama | 30:03.02  | Lee Sang-geun    | 30:06.79  |
| Bieg na 110 m przez płotki    | Yang Guang            | 14.04     | Yu Zhicheng           | 14.06     | Nagi Ghazi       | 14.30     |
| Bieg na 400 m przez płotki    | Shigenori Ohmori      | 50.09     | Jasem Al-Douwaila     | 50.46     | Nasser Mohammed  | 51.15     |
| Bieg na 3000 m z przeszkodami | Masashi Otokita       | 9:04.21   | Ali Ahmed Saleh       | 9:08.03   | Kim Hyun-hwa     | 9:08.76   |
| Sztafeta 4 x 100 m            | Katar                 | 39.20     | Chiny                 | 39.40     | Chińskie Tajpej  | 39.68     |
| Sztafeta 4 x 400 m            | Japonia               | 3:09.31   | Malezja               | 3:09.72   | Chińskie Tajpej  | 3:09.86   |
| Chód na 20 km                 | Liu Jianli            | 1:33:16   | Jung Pil-hwa          | 1:37:49   | Yoshihiro Oie    | 1:39:44   |
| Skok wzwyż                    | Liu Yunpeng           | 2.24      | Cho Hyun-ok           | 2.22      | Ramjit Nairulal  | 2.10      |
| Skok o tyczce                 | Liang Xueren          | 5.35      | Teruhisa Kamiya       | 5.15      | Guu Jin-shoei    | 5.10      |
| Skok w dal                    | Kim Won-jin           | 8.00      | Liu Yuhuang           | 7.98      | Wang Shijie      | 7.91      |
| Trójskok                      | Park Young-jun        | 16.37     | Du Benzhong           | 16.37     | Noboru Sasano    | 15.82     |
| Pchnięcie kulą                | Ma Yongfeng           | 18.32     | Gong Yitian           | 18.05     | Balwinder Singh  | 17.56     |
| Rzut dyskiem                  | Li Weinan             | 56.10     | Wang Daoming          | 54.48     | Mansour Ghorbani | 53.00     |
| Rzut młotem                   | Xie Yingqi            | 66.36     | Akiyoshi Ikeda        | 65.98     | Yu Guangming     | 65.74     |
| Rzut oszczepem                | Takahiro Yamada       | 72.62     | Frans Mahuse          | 72.30     | Ji Zhanzheng     | 70.80     |
| Dziesięciobój                 | Gong Guohua           | 7848 pkt. | Chen Zebin            | 7554 pkt. | Lee Fu-an        | 7515 pkt. |

### Kobiety
| Konkurencja                | Złoto         | Złoto     | Srebro           | Srebro    | Brąz             | Brąz      |
| Bieg na 100 m              | Lydia de Vega | 11.43     | P.T. Usha        | 11.74     | Tian Yumei       | 11.76     |
| Bieg na 200 m              | Lydia de Vega | 23.38     | Pan Weixin       | 24.06     | Hiromi Isozaki   | 24.18     |
| Bieg na 400 m              | P.T. Usha     | 52.31     | Vandana Shanbagh | 53.22     | Xie Zhiling      | 54.16     |
| Bieg na 800 m              | Choi Se-bum   | 2:05.11   | Jiang Shuling    | 2:05.21   | Lim Chun-ae      | 2:05.39   |
| bieg na 1500 m             | Yang Liuxia   | 4:19.29   | Noe Hye-soon     | 4:23.52   | Kim Ryon-sun     | 4:25.44   |
| Bieg na 3000 m             | Kim Chun-mae  | 9:17.19   | Zhang Xiuyun     | 9:17.61   | Kim Ryon-sun     | 9:18.76   |
| Bieg na 10 000 m           | Wang Huabi    | 34:56.34  | Keiko Honma      | 35:31.04  | Kim Gun-hui      | 37:04.12  |
| Bieg na 100 m przez płotki | Feng Yinghua  | 13.56     | Chen Wen-ying    | 13.68     | Wang Shu-hwa     | 14.05     |
| Bieg na 400 m przez płotki | P.T. Usha     | 56.48     | Chang Feng-hua   | 58.62     | Hitomi Koshimoto | 59.18     |
| Sztafeta 4 x 100 m         | Chiny         | 45.20     | Indie            | 45.49     | Chińskie Tajpej  | 45.66     |
| Sztafeta 4 x 400 m         | Indie         | 3:34.50   | Japonia          | 3:39.70   | Chińskie Tajpej  | 3:40.32   |
| Chód na 10 km              | An Limei      | 52:40.21  | Yuki Nanbu       | 53:01.37  | Park Hyun-joo    | 53:56.86  |
| Skok wzwyż                 | Ni Xiuling    | 1.92      | Kim Hee-sun      | 1.90      | Ye Peisu         | 1.86      |
| Skok w dal                 | Wang Zhihui   | 6.70      | Liao Wenfen      | 6.51      | Li Yong-ae       | 6.23      |
| Pchnięcie kulą             | Cong Yuzhen   | 18.17     | Choi Mi-sun      | 13.88     | Lee Jing-hua     | 13.33     |
| Rzut dyskiem               | Xing Ailan    | 58.08     | Juliana Effendi  | 43.94     | Li Sin-gum       | 43.86     |
| Rzut oszczepem             | Li Baolian    | 60.12     | Lee Huei-cheng   | 52.60     | Naomi Tokuyama   | 50.14     |
| Siedmiobój                 | Dong Yuping   | 6036 pkt. | Ma Miaolan       | 5460 pkt. | Wang Shu-hwa     | 5293 pkt. |

## Klasyfikacja medalowa
| Klasyfikacja medalowa | Klasyfikacja medalowa | Klasyfikacja medalowa | Klasyfikacja medalowa | Klasyfikacja medalowa | Klasyfikacja medalowa |
| --------------------- | --------------------- | --------------------- | --------------------- | --------------------- | --------------------- |
| Miejsce               | Kraj                  |                       |                       |                       |                       |
| 1                     | Chiny                 | 21                    | 13                    | 8                     | 42                    |
| 2                     | Katar                 | 5                     | 2                     | 1                     | 8                     |
| 3                     | Japonia               | 4                     | 7                     | 7                     | 18                    |
| 4                     | Korea Południowa      | 3                     | 6                     | 4                     | 13                    |
| 5                     | Indie                 | 3                     | 3                     | 1                     | 7                     |
| 6                     | Filipiny              | 2                     | 0                     | 0                     | 2                     |
| 7                     | Korea Północna        | 1                     | 0                     | 5                     | 6                     |
| 8                     | Oman                  | 1                     | 0                     | 0                     | 1                     |
| 9                     | Chińskie Tajpej       | 0                     | 4                     | 10                    | 14                    |
| 10                    | Malezja               | 0                     | 2                     | 2                     | 4                     |
| 11                    | Indonezja             | 0                     | 2                     | 0                     | 2                     |
| 12                    | Kuwejt                | 0                     | 1                     | 0                     | 1                     |
| 13                    | Iran                  | 0                     | 0                     | 1                     | 1                     |
| 13                    | Irak                  | 0                     | 0                     | 1                     | 1                     |